# Sint-Pauluskerk (Berlijn-Gesundbrunnen)
De Sint-Pauluskerk (Duits: Sankt Paulskirche) is een evangelisch-luthers kerkgebouw in het Berlijnse stadsdeel Gesundbrunnen. De kerk werd ontworpen door Karl Friedrich Schinkel is gewijd aan de apostel Paulus. De kerk bevindt zich aan de Badstraße 50/51 en moet niet worden verward met de rooms-katholieke Sint-Pauluskerk in Moabit.

## Geschiedenis
Aan het begin van de 19e eeuw ontstonden voor de noordelijke grenzen van de hoofdstad nieuwe nederzettingen, die rond 1830 samensmolten tot nieuwe voorsteden. Om tegemoet te komen aan de spirituele behoeven van de toenemende bevolking gaf Frederik Willem III van Pruisen toestemming voor de bouw van nieuwe kerken in deze voorsteden. Vier kerken werden gebouwd door Karl Friedrich Schinkel, waarvan de derde, de Sint-Paulus, bestemd werd voor de nieuwe voorstad Wedding. De Sint-Paulus werd gewijd op 12 mei 1835. De architect Max Spitta bouwde naast de kerk in 1889-1890 een vrijstaande klokkentoren.
De kerk werd in 1943 zwaar beschadigd bij een bombardement op Berlijn en brandde af bij de straatgevechten tijdens de Slag om Berlijn in april-mei 1945. Van de kerk restte slechts een ruïne, tot in 1952 werd besloten tot herbouw van het kerkgebouw. Het is aan de landsconservator Hinnerk Scheper en de architect Hans Wolff-Grohmann te danken dat het exterieur van de kerk in oorspronkelijke stijl werd herbouwd. Daarentegen ontwierp de architect een eenvoudig, modern interieur. De kerk bevond zich in die tijd in de Franse bezettingszone in Berlijn.
Het huidige orgel met 34 registers en 2500 pijpen dateert uit het jaar 1965 en werd door de orgelbouwer Beckerath uit Hamburg gemaakt.
Tegenwoordig behoort de kerk tot de Evangelische Kirchengemeinde an der Panke.

## De andere voorstadkerken van Karl Friedrich Schinkel
- Sint-Elisabethkerk
- Sint-Johanneskerk
- Oude Nazarethkerk